# Ferdinand Gumbert

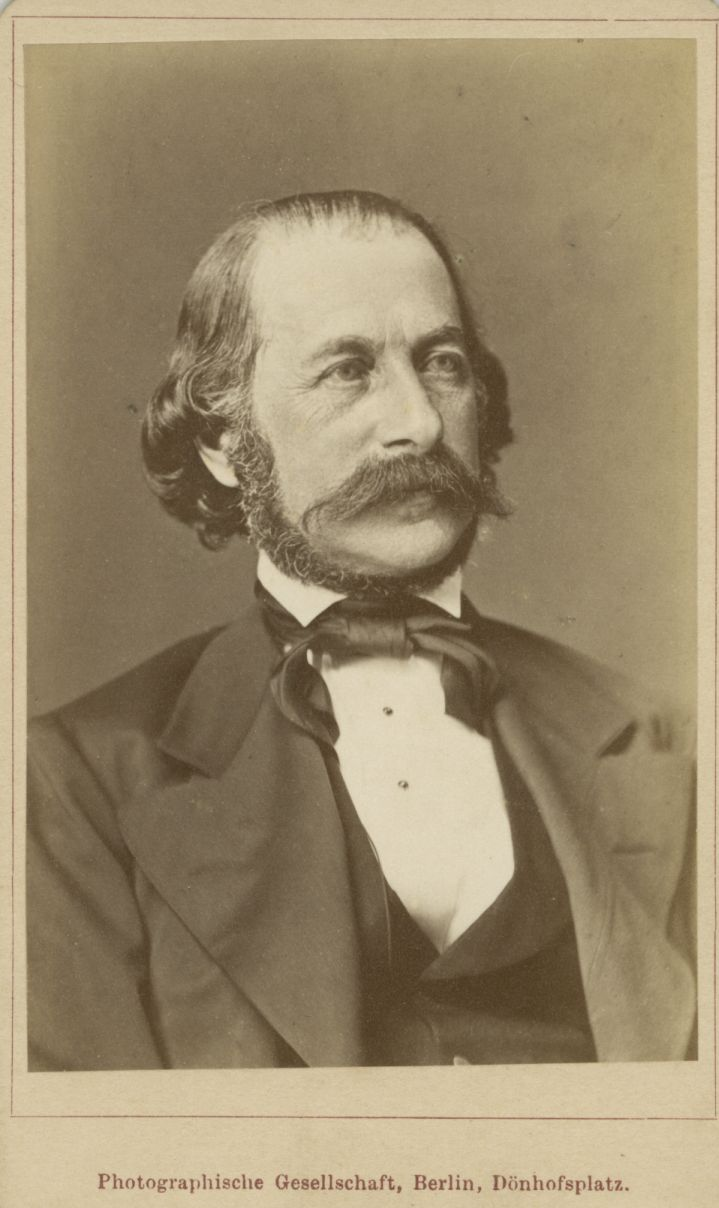
Ferdinand Gumbert

Ferdinand Gumbert, född 22 april 1818, död 6 april 1896, var en tysk tonsättare.
Gumbert var en kortare tid operasångare, och ägnade sig sedan åt komposition, sångundervisning och musikförfattarskap. Gumberts många solosånger i folklig ton var på sin tid mycket omtyckta. Han har även komponerat några sångspel och bearbetat franska operor för tysk scen.